# Llibreria Lello
La Llibreria Lello (portuguès: Livraria Lello), també coneguda com a Llibreria Chardron (portuguès: Livraria Chardron), és una llibreria situada al centre històric de la ciutat de Porto, a Portugal. Està ubicada a la Rua das Carmelitas 144, prop de la Torre dels Clergues (un campanar d'art barroc, construït per Nicolau Nasoni).
En virtut del seu valor històric i artístic, la llibreria ha estat reconeguda com una de les més boniques del món per part de diverses personalitats i entitats. Per exemple, Enrique Vila-Matas la va descriure com “la llibreria més bella del món”, i l'any 2008 el diari anglès The Guardian la va qualificar com la tercera llibreria més bonica del món i al 2012, el diari francès Libération es refereix a ella com la catedral portuguesa del llibre.
S'ha convertit en una gran atracció turística —l'any 2018 va rebre un milió de visitants— ja que es creia que la seva decoració interior havia inspirat a l'escriptora britànica J.K. Rowling per a la seva saga sobre Harry Potter. Una falsa creença que la mateixa J.K. Rowling es va encarregar de desmentir a través del seu propi compte de Twitter a finals de maig de 2020.

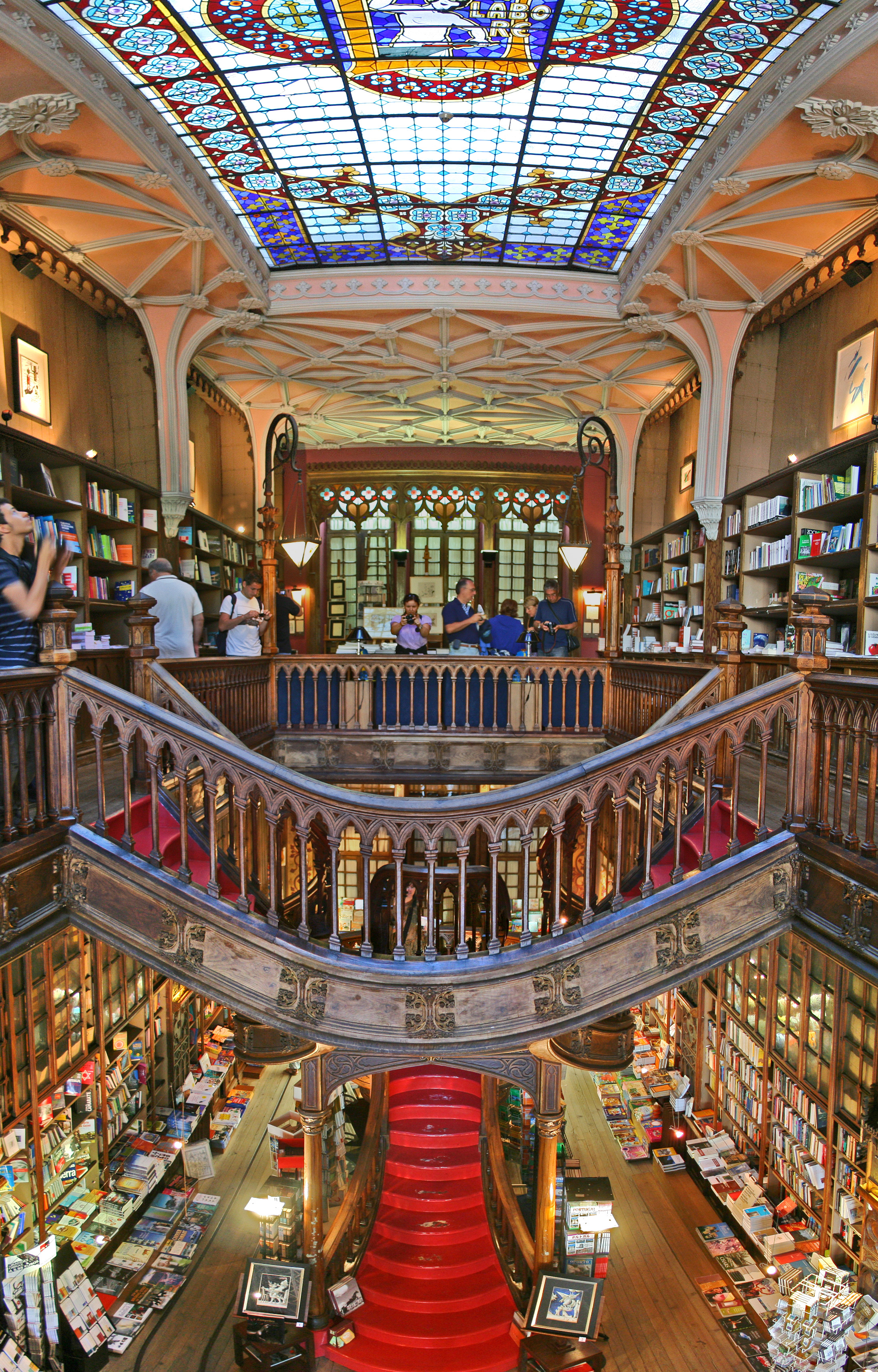
Interior de la llibreria.

## Història
L'empresa es va fundar l'any 1869 sota el nom de "Llibreria Internacional d'Ernesto Chardron" (Livraria Internacional de Ernesto Chardron) a la Rua dos Clérigos, n.º 296-298, a la ciutat de Porto. Després de la inesperada mort del seu fundador, als 45 anys, "Lugan & Genelioux Sucessores" la va comprar. En poc temps tan sols va quedar a mans d'un únic propietari: Mathieux Lugan. L'any 1891 la Llibreria Chardron va adquirir els fons de tres llibreries de Porto, que pertanyien a A. R. da Cruz Coutino, Francisco Gomes da Fonseca i Paulo Podestá.
Mentrestant, José Pinto de Sousa Lello, l'any 1881, juntament amb el seu cunyat David Lourenço Pereira, va obrir un establiment que es dedicava, principalment, al comerç i a l'edició dels llibres. No obstant això, després de la mort de Pereira, Sousa Lello s'associa amb el seu germà: António Lello. El 30 de juny de l'any 1894 Mathieuz Lugan va vendre la Llibreria Chardron als dos germans, canviant la raó social de l'empresa a: “José Pinto de Sousa Lellao & Irmão”. Els dos germans van gestionar la llibreria fins al 1919.
L'any 1906, l'enginyer Francisco Xavier Esteves va projectar l'edifici de la llibreria que va tenir, en aquells temps, un gran impacte en la cultura, sobretot, per les seves decoracions i el seu estil. A la inauguració de l'edifici, el 13 de gener de 1906, hi varen assistir grans personalitats de la literatura portuguesa i alguns polítics i artistes, com ara: Guerra Junqueiro, Abel Botelho, João Grave, Bento Carqueja, Aurélio da Paz dos Reis, José Leite de Vasconcelos i Afonso Costa.
El 24 de maig de 1919, el nom de l'empresa novament va canviar a “Llibreria Lello e Irmão, Lda.”, i va entrar a formar part de l'empresa també Raul Reis Lello, que era el fill d'António Lello. L'any 1924 també hi varen entrar José Pinto da Silva Lello i Edgar da Silva Lello. Sis anys més tard, al 1930, José Pereira da Costa, gendre d'António Lello, va entrar a formar-ne part i aquest fet va provocar un nou canvi de nom de la llibreria. Va passar a tenir el nom actual: “Llibreria Lello”. Cinc anys després d'aquella data José da Costa marxà de l'empresa i la llibreria reprengué el nom de “Lello & Irmão”. L'any 1949 va morir Raul Reis Lello i António Lello l'any 1953. Després d'aquestes dues defuncions foren José Pinto da Silva Lello, mort l'any 1971, i Edgar Pinto da Silva Lello, mort el 1989, qui passaren a gestionar la llibreria.
Amb l'objectiu d'adaptar-se als nous temps, la llibreria es va modernitzar i es creà una nova societat - Prólogo Livreiros, S. A. -, de la qual forma part un dels hereus de la família Lello. L'any 1995 es va restaurar tot l'espai, es va actualitzar i informatitzar el servei i es va crear també un espai de galeria d'art i de tertúlia que s'ha consagrat com a pol cultural de la ciutat de Porto.
Des del 23 de juliol de 2015 l'entrada a la llibreria té un cost de quatre euros, que es descompten en el cas que el client compri un llibre. Al juliol de 2018 el cost de l'entrada baixa a cinc euros. Aquesta taxa serveix per explicar el nombre tan elevat de turistes que visiten la llibreria. En efecte, es comptabilitzen més de tres mil turistes cada dia. I també per facturar, atès que segurament algun dia la llibreria haurà de fer algunes obres de restauració, motivades per la deterioració de la pròpia llibreria causada per les seves innombrables visites. Com a conseqüència de l'aplicació d'aquesta taxa les vendes a la Llibreria Lello es van veure triplicades amb prou feines tres mesos.